# A női munka Afrikában
Afrikában ismerten magas a női munkaerő-piaci részvétel. A kontinensen belül jelentős eltérések figyelhetők meg ezen a téren is. Az északi és déli részeken a férfiak 80 százaléka, míg a nőknek a 30 százaléka dolgozik. Afrika középső, szaharai részen a nők 61 százaléka dolgozik, míg a férfiaknak a 88 százaléka tevékenykedik a munkaerő-piacon. Az észak-afrikai területeken a munkanélküliség is nagy problémát okoz. 2000-ben a munkanélküliség elérte a 13,2 százalékot, 2010-ben ez 8,9 százalékra esett vissza, majd 2011-re ismét nőtt 10 százalékra. A munkanélküliség jobban érinti a nőket és a fiatal munkavállalókat, mint a férfiakat.
Észak-Afrikában a munka-hiány mellett fontos faktor az alacsony munkabérek problémája (napi 2 dollár). 2012-ben a dolgozók 19,7 százaléka élt a létminimum alatt. A szubszaharai területeken évről évre nő a termelékenység, ami magával hozza a jobb munkakörülményeket is. A munkatermelékenység növekedésének oka a lehetőségek jobb kihasználása. 1991-ben a nők 89,4 százaléka dolgozott, míg a férfiaknak mindössze 78,5 százaléka. Ugyan a munkanélküliség itt számokban mérve kisebb, de még mindig hatalmas problémát jelent.
Afrikában ismert jelenség az informális foglalkoztatás, ám kontinensen belül ezen a téren is vannak eltérések. A szaharai régióban a legmagasabb az informálisan foglalkoztatottak száma, elsősorban a nők körében. Ez a jelenség szinte több problémát okoz, mint a munkanélküliség. Egy másik jelentős probléma, ami a munkaerő-piacon megfigyelhető a nemek szerinti szegregáció, ami jelentősen korlátozza a nők választási lehetőségeit. Ennek köszönhetően a legtöbb női munkás a könyvelést választja, általában családi vállalkozásoknál, vagy a mezőgazdasági munkát.
2007-ben a dán miniszterelnök létrehozta az úgynevezett Afrika bizottságot, melynek egyik fő feladata a válaszadás az új foglalkoztatási kihívásokra, elsősorban a nők tekintetében. 2008-ban a Bizottság egy egynapos konferenciát tartott a nők és a foglalkoztatás témakörben Mozambikban. A konferencián elhangzottakat összefoglalták egy jelentésben, ami 5 nagyobb részre osztható. Az első szakasz felvázolja Afrika foglalkoztatás szerkezetét a nők és férfiak tekintetében, kiemelve fontos különbségeket a régiók között. A második része a jelentésnek röviden ismerteti azt a négy fő foglalkoztatási ágazatot, ahol jelentős számban dolgoznak női munkások. A harmadik részben az informális foglalkoztatással foglalkoznak, megvitatják kihívásokat, és a lehetséges megoldási javaslatokat. A negyedik rész az egymással összefüggő elemzések szükségességét sugallja a nemek, osztályok és etnikai különbségek tekintetében. Az egész jelentés a nők gazdasági szerepének erősítésével zárul.